# صدا و بیان برای بازیگر
صدا و بیان برای بازیگر کتابی از داوود دانشور است که در سال ۱۳۸۴ منتشر و در مراسم کتاب سال جمهوری اسلامی ایران به‌عنوان کتاب برگزیده معرفی شد.